# Temple d'Hathor (Memphis)
Pour les articles homonymes, voir Temple d'Hathor.
Le temple d'Hathor situé à Memphis est un temple égyptien voué au culte d'Hathor. Il a été fondé et construit pour l'essentiel par Ramsès II, pharaon de la XIXe dynastie comme en témoignent les nombreux cartouches relevés sur les parois encore en place. Il se trouve à environ 70 mètres au sud de l'enceinte principale de l'antique capitale, longeant une voie processionnelle ornée de différents édifices et statues et qui, partant du grand temple de Ptah, devait relier une autre enceinte consacrée à sa parèdre Sekhmet selon les descriptions anciennes de la cité, téménos qui reste par ailleurs à identifier sur ce vaste site envahi par les palmeraies.
Découvert dans les années 1970 en même temps que les vestiges en granite d'un autre édifice du même règne situé lui à proximité du grand colosse couché de Memphis, ce petit temple d'Hathor a été identifié et fouillé par l'égyptologue Abdulla el-Sayed Mahmoud lors d'une première campagne de fouilles en 1971.
Il dégagea alors la moitié d'un pylône et les deux tiers d'une cour à portiques supportés par des colonnes aux chapiteaux hathoriques dont l'affleurement d'un exemplaire donna le signal d'une découverte inédite. D'autres campagnes de fouilles ont poussé les investigations et depuis son plan d'ensemble a été restitué, mais il reste encore à le dégager de la gangue de sable et de terre qui l'emprisonne.

## Description

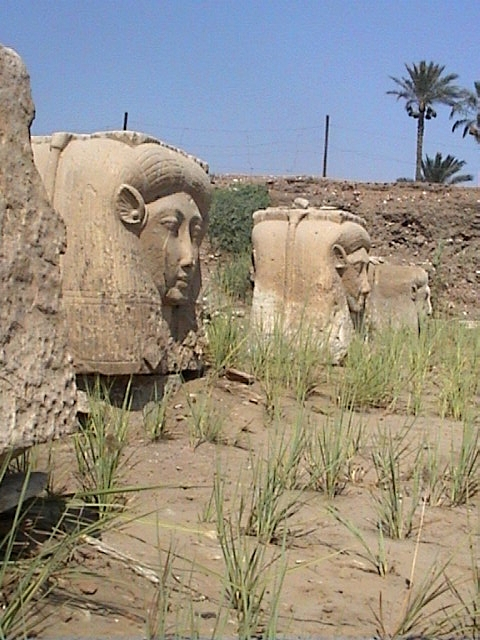
Chapiteaux du temple d'Hathor à Memphis

En effet, au contraire de la plupart des autres édifices de Memphis, celui-ci n'est pas arasé jusqu'aux fondations et les chapiteaux et murs que l'on distingue encore sont en réalité le sommet des différents éléments composant un temple qui semble émerger de la terre. On s'en rend compte en visitant le site et en examinant les reliefs des murs qui nous présentent des scènes tronquées dont l'essentiel est sous terre.
De même les chapiteaux hathoriques ont été découverts encore en place ou ont été redressés sur des fûts de colonnes de plus de deux mètres de diamètre et qui sont toujours ensevelies aux deux tiers, comme le reste du petit sanctuaire qui suivait cette cour péristyle d'accueil.
L'ensemble mis au jour nous présente un édifice d'environ cinquante mètres de longueur sur vingt de large au niveau du pylône, soit un temple de dimension comparable et semblable dans son aspect au temple reposoir édifié par Ramsès III dans la grande cour du temple d'Amon-Rê de Karnak.
Orienté nord-sud, il ouvre en direction de l'Hout-ka-Ptah, l'enceinte du grand temple de Ptah. Cet accès composé par un pylône d'une vingtaine de mètres de large et repéré dès le début des fouilles, devait immédiatement précéder la cour péristyle dégagée, à moins qu'il ne se trouve précédé lui-même d'une première cour qui serait, elle, encore enfouie, ce qui expliquerait l'absence de vestiges visibles. En tout état de cause la cour péristyle aux chapiteaux hathoriques précédait la zone d'un sanctuaire tripartite comportant la salle principale du culte.
Si le pylône n'est pas décoré sur ses faces extérieures nord, il l'est en ce qui concerne son portail d'accès et ses parois internes qui forment ainsi le mur nord de la cour. Celle-ci est fermée au sud par un mur qui devait être probablement précédé de piliers formant le pronaos, car deux pilastres sont toujours en place et décorés de reliefs comme l'ensemble du mur ouest dans lequel ils sont engagés, et semblent indiquer que deux rangées de piliers ou de colonnes précédaient le sanctuaire.
Les reliefs partiellement mis au jour présentent les scènes d'offrande classiques où Pharaon se tient devant diverses divinités, mais également des scènes liées à son jubilé, le Heb-Sed, comme la course rituelle du roi portant la couronne atef et tenant dans chaque main les vases hes. On notera encore des scènes montrant les rites de fondation du sanctuaire, accomplis par le roi en présence de la déesse Seshat.
L'ensemble est de qualité et sculpté sur du calcaire fin.
Ce petit temple est donc inédit pour cette région car la plupart des édifices et monuments construits dans ces matériaux ont été démantelés et détruits depuis des millénaires afin de produire de la chaux, ou réutilisés comme matériaux de choix pour les nouvelles constructions de la ville du Caire. Du fait de son histoire qui reste à explorer au vu de ses vestiges mais surtout de son enfouissement total, le temple aura survécu aux aléas de l'histoire et nous apporte un témoignage précieux sur le culte d'Hathor à Memphis.
La déesse est représentée sous sa forme d'Hathor "nebet Nehet resyt", maîtresse du sycomore méridional mais également de maîtresse de Hetepet Hem, toponyme désignant l'un de ses lieux de culte.
Elle portait en outre l'épithète de "iret Rê heri.t tep iten.f" c’est-à-dire d'"Œil de Rê sur son disque", forme solaire de la déesse qui protège le dieu Rê et la rattache clairement au mythe héliopolitain.
La mention du disque "iten" est par ailleurs inédite, car si l'on connaît l'existence d'un temple d'Aton à Memphis pour le règne d'Akhenaton grâce aux tombes du Nouvel Empire de Saqqarah, le temple a été détruit par la suite par les ramessides. Seules les fouilles de Joseph Hekekyan au milieu du XIXe siècle avait permis la découverte au Kom el-Khanzir situé nord est de l'enceinte du grand temple de Ptah de talatates, ces pierres taillées caractéristiques des monuments amarniens.
Aucun autre vestige portant le nom du dieu solaire de cette période n'avait été retrouvé sur le site de l'ancienne capitale depuis, et il est remarquable de le retrouver mentionné dans l'épithète d'une déesse considérée comme la propre fille du dieu solaire, sur un monument lui étant spécialement dédié et construit à une époque où précisément toutes traces de ce culte exclusif du disque ont été effacées par le royal commanditaire.
On hésite encore à identifier la fonction réelle de cet édifice : temple reposoir pour les barques divines comme l'exemple thébain de Ramsès III, ou véritable temple consacré à la déesse de l'amour, sanctuaire de la Dame du sycomore méridional comme les textes du Nouvel Empire nous le décrivent ?
Des fouilles à venir et plus poussées permettront sans doute de mieux comprendre la place de ce sanctuaire dans l'urbanisme religieux de la ville.

## Fouilles
Découverte fortuite en 1969 par des habitants de Mit-Rahineh.
- 1re campagne dirigée par Abdulla el-Sayed Mahmoud à partir de 1970 ; publication des résultats de la fouille en 1978.
- 2e campagne dirigée par Huleil Ghaly en 1978.
- 3e campagne dirigée par Karim Abu Shanab en 1984.
- 4e campagne reprise par le CSA fin 2003 avec le dégagement de la cour péristyle et la délimitation du périmètre des fouilles par un enclos barbelé.

## Photos

Temple d'Hathor à Memphis
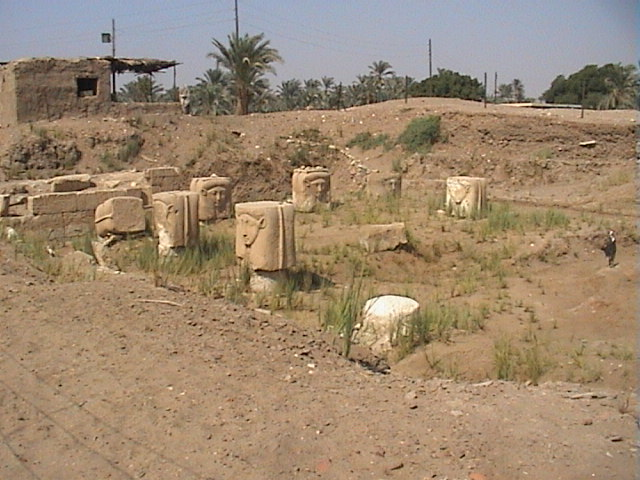
Cour péristyle
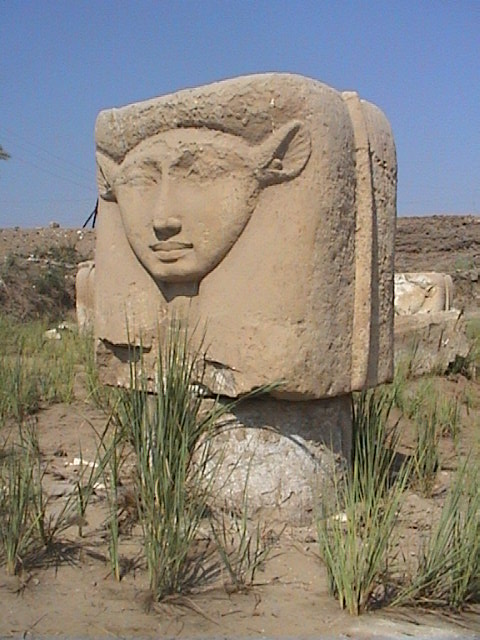
Un des chapiteaux hathoriques de la cour
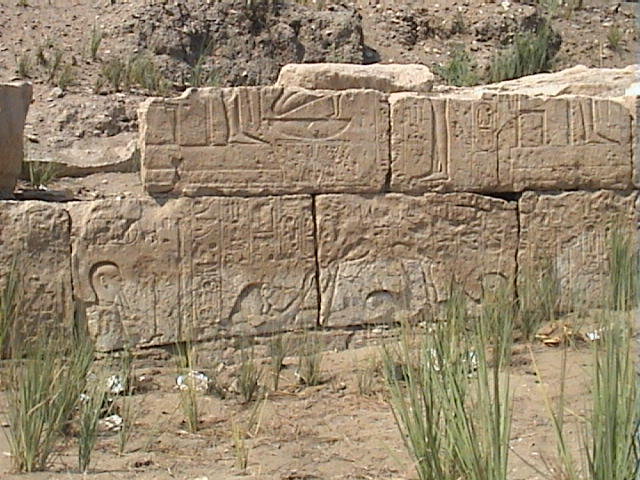
Reliefs ornant les murs du temple

## Source et bibliographie
- Abdulla el-Sayed Mahmoud, A new temple for Hathor at Memphis - Egyptology today N°1, Aris & Phillips Ltd., 1978